# Elena d'Altavilla
Elena d'Altavilla, nata Olimpia (Puglia, 1059 o 1060 – 1095 circa), è stata una nobildonna normanna; fu promessa sposa a Costantino Ducas, figlio ed erede dell'imperatore bizantino Michele VII.

## Biografia
Olimpia nacque in Puglia da Roberto il Guiscardo, duca di Puglia e Calabria appartenente alla casata normanna degli Altavilla, e dalla sua seconda moglie Sichelgaita di Salerno, di stirpe longobarda, o da Alberada di Buonalbergo secondo alcune fonti.
Verso la metà dell'XI secolo i domini del Guiscardo comprendevano già buona parte dell'Italia meridionale facendone una delle principali potenze dell'Europa meridionale, tant'è che un'alleanza con i Normanni allettava parecchi. Per tale ragione, Olimpia ancora bambina fu chiesta in sposa dall'imperatore bizantino Romano IV Diogene per suo figlio (nel 1072) e poi dal suo successore Michele VII per suo fratello Costantino (1073). Roberto declinò tali offerte per la situazione ancora instabile nei suoi territori in Italia, ma non poté rifiutare quando lo stesso Michele VII gli propose il matrimonio del figlio Costantino, erede al trono imperiale, appena nato nel 1074.
L'impero bizantino infatti attraversava un periodo di debolezza, dopo aver perso i territori dell'Italia meridionale a favore proprio dei Normanni, le estenuanti guerre con i bulgari e i continui conflitti con i vicini Turchi selgiuchidi ai confini orientali dell'impero.
Olimpia fu inviata a Costantinopoli nel 1076 dove venne ribattezzata Elena, nome più consono ai costumi della Chiesa ortodossa. Fu ammessa al gineceo imperiale dove studiò per poter divenire basìlissa una volta che Costantino fosse stato incoronato.
Nel marzo 1078, sfruttando il malcontento alimentato dalla disastrosa situazione finanziaria in cui versava l'impero, Michele VII fu deposto dal suo generale Niceforo III Botaniate e costretto ad abdicare in suo favore e a monacarsi. Contestualmente alla deposizione del monarca, la promessa di matrimonio tra Elena e Costantino venne annullata e la giovane Altavilla fu imprigionata e confinata in un monastero a Costantinopoli.
Col pretesto dell'oltraggio subito per l'incarcerazione della figlia, il Guiscardo mise mano ai suoi vecchi piani di invasione dell'impero bizantino e mosse guerra a Niceforo. I preparativi richiesero tempo ma permisero al normanno di allestire un'imponente flotta e un potente esercito che furono radunati ad Otranto. Nel frattempo già nel 1080, un piccolo corpo di spedizione, guidato da Boemondo, figlio primogenito di Roberto, aveva attraversato l'Adriatico e si era attestato in Albania.
Alle ragioni strategiche e politiche dell'attacco all'impero bizantino ve ne si aggiunge un'altra di natura più romanzesca. La vicenda venne ripresa anche nella biografia dell'imperatore Alessio I Comneno nota come Alessiade, scritta da sua figlia Anna Comnena, e cita l'episodio di un monaco sotto le vesti del deposto imperatore Michele VII, che si sarebbe presentato dal Guiscardo chiedendogli di aiutarlo a riconquistare il trono. 
Elena, indifesa e priva evidentemente del fidanzato, e proclamava a voce alta che il figlio Costantino e l'imperatrice Maria, contro la loro volontà a causa della forza dell'usurpazione, erano passati dalla parte di Botaniata.»
(Anna Comnena, Alessiade, I, 12, 7)
Qualunque fu la ragione nel maggio 1081 Roberto salpò da Brindisi alla volta dei Balcani chiedendo la restaurazione di Michele al trono. Nel frattempo a Costantinopoli il Basileus Niceforo era stato a sua volta deposto da Alessio I Comneno, il quale tentò di riconciliarsi con il normanno liberando Elena e riservandole un trattamento con tutti gli onori. Dopo la morte di Roberto durante la campagna militare in Grecia (1085), Elena fece ritorno in Italia e visse fino alla sua morte presso la corte dello zio Ruggero I a Palermo.
Secondo altre fonti, Elena rimase a Costantinopoli fino alla sua morte.